# Józef Herbut
Józef Herbut (ur. 1 listopada 1933 w Baryszu, pow. Buczacz na Podolu, zm. 8 marca 2018) – polski duchowny katolicki, filozof, profesor nauk humanistycznych, kapłan diecezji opolskiej, nauczyciel akademicki Katolickiego Uniwersytetu Lubelskiego i Uniwersytetu Opolskiego, specjalista w zakresie logiki języka religijnego, metodologii filozofii i metodologii nauk.

## Życiorys
Urodził się na dawnych Kresach Wschodnich w rodzinie rolników Ignacego i Marceli zd. Laszkiewicz. W 1942 rozpoczął naukę w szkole powszechnej w Baryszu i ukończył tam cztery klasy. W 1945 wraz z rodziną przesiedlono go do Krzywiczyn w powiecie kluczborskim. Tam ukończył szkołę podstawową. W latach 1948–1952 odbył naukę w gimnazjum i w Liceum Ogólnokształcącym w Kluczborku, gdzie uzyskał maturę. Odbył formację kapłańską w Wyższym Seminarium Duchownym Śląska Opolskiego w Nysie-Opolu. 23 czerwca 1957 przyjął z rąk biskupa Franciszka Jopa święcenia kapłańskie. W latach 1957–1960 odbył studia specjalistyczne z zakresu metafizyki w Katolickim Uniwersytecie Lubelskim (1957–1960). W 1961 uzyskał tytuł magistra na podstawie pracy Analiza sylogizmu z terminami o znaczeniach analogicznych. W 1962 na podstawie napisanej pod kierunkiem ks. Stanisława Kamińskiego rozprawy pt. O formalnym ujęciu analogii metafizykalnej otrzymał stopień naukowy doktora filozofii. W 1962 został wykładowcą filozofii w Wyższym Seminarium Duchownym w Opolu. W 1975 został nauczycielem akademickim Wydziału Filozofii KUL. W 1976 na podstawie dorobku naukowego i rozprawy pt. Hipoteza w filozofii bytu nadano mu stopień naukowy doktora habilitowanego. W 1987 mianowano go profesorem nadzwyczajnym, a w 1992 profesorem zwyczajnym. W 1992 został kierownikiem Katedry Metodologii Filozofii na Wydziale Filozofii KUL. W 1994 objął stanowisko kierownika Katedry Filozofii Systematycznej i Historii Filozofii Wydziału Teologicznego Uniwersytetu Opolskiego.
W 2007 przeszedł na emeryturę i zamieszkał w Nysie.
Otrzymał w 2005 Krzyż Kawalerski Orderu Odrodzenia Polski.
Zmarł 8 marca 2018. 12 marca 2018 został pochowany na cmentarzu komunalnym w Nysie.

## Członkostwo w korporacjach naukowych
- Sekcja Wykładowców Filozofii w Uczelniach Kościelnych w Polsce (sekretarz W latach 1974–1996)
- Towarzystwo Naukowe KUL (od 1975, od 1990 członek zarządu)
- Europejskie Stowarzyszenie Etyków Societas Ethica (1977–1991)
- Lubelskie Towarzystwo Filozoficzne (od 1987)[1]